# بیس (ویرجینیای غربی)
بیس (به انگلیسی: Bass) یک منطقهٔ مسکونی در ایالات متحده آمریکا است که در شهرستان هاردی، ویرجینیای غربی واقع شده‌است.